# Араньяпратхет
Араньяпратхет, Араньяпратет (тайск. อรัญญประเทศ) — город в провинции Сакэу, в восточной части Таиланда. На его территории находится целый тамбон, входящий в состав одноимённого ампхе. Согласно оценочным данным, опубликованным 31 декабря 2014 году, численность населения города составляет 16 211 человек. Расположен практически на границе с Камбоджей (всего в 6 км к западу). Также подобного рода положение занимает камбоджийский город Пойпет, находящийся в нескольких км к востоку от границы с Таиландом и Араньяпратхета.

## Климат
Город находится в зоне тропического климата с сухой зимой и дождливым летом. Наиболее жаркий месяц — апрель (температура воздуха составляет 36, 7 °C). Муссоны дуют в течение 7 месяцев, с апреля по октябрь включительно. В тот же период времени льют обильные дожди, температура воздуха в течение дня понижается, однако ночью возрастает.
| Показатель                                                              | Янв. | Фев. | Март | Апр. | Май | Июнь | Июль | Авг. | Сен. | Окт. | Нояб. | Дек. | Год |
| ----------------------------------------------------------------------- | ---- | ---- | ---- | ---- | --- | ---- | ---- | ---- | ---- | ---- | ----- | ---- | --- |
| Абсолютный максимум, °C                                                 | 39   | 39   | 40   | 41   | 40  | 40   | 37   | 36   | 36   | 36   | 37    | 37   | 41  |
| Средний суточный максимум, °C                                           | 32   | 34   | 36   | 36   | 34  | 32   | 32   | 32   | 31   | 31   | 30    | 31   | 32  |
| Средняя температура, °C                                                 | 24   | 27   | 29   | 29   | 29  | 28   | 27   | 27   | 27   | 26   | 25    | 24   | 27  |
| Средний суточный минимум, °C                                            | 17   | 21   | 23   | 23   | 24  | 24   | 23   | 23   | 23   | 22   | 21    | 18   | 22  |
| Абсолютный минимум, °C                                                  | 7    | 12   | 13   | 18   | 20  | 21   | 20   | 21   | 21   | 17   | 10    | 10   | 7   |
| Норма осадков, мм                                                       | 62   | 62   | 66   | 70   | 77  | 80   | 81   | 82   | 83   | 79   | 73    | 67   | 74  |
| Источник: Aranyaprathet, Thailand Travel Weather Averages (Weatherbase) |      |      |      |      |     |      |      |      |      |      |       |      |     |

## Транспорт
По территории Араньяпратхета проходит шоссе Route 33, протянувшееся от Бангкока на западе до Сиемреапа на востоке. По данному шоссе проезжает огромное количество туристов, стремящихся увидеть гигантский индуистский храмовый комплекс Ангкор-Ват, находящийся в нескольких км от Араньяпратхета. Дорога проходит в том числе по территории Камбоджи, расположенной к востоку от города, а также по территории городов Сакэу и Накхоннайок, расположенных к северу от него. К северу от города находится ампхе Нангронг, по которому тянется шоссе Route 348, также проходящее по территории Араньяпратхета.